# Tyler (Texas)
Tyler is een plaats (city) in de Amerikaanse staat Texas, en valt bestuurlijk gezien onder Smith County.
De plaats is sinds 1986 de zetel van een rooms-katholiek bisdom.

## Demografie
Bij de volkstelling in 2000 werd het aantal inwoners vastgesteld op 83.650.
In 2006 is het aantal inwoners door het United States Census Bureau geschat op 94.146, een stijging van 10496 (12.5%).

## Geografie
Volgens het United States Census Bureau beslaat de plaats een oppervlakte van
128,0 km², waarvan 127,7 km² land en 0,3 km² water.

## Plaatsen in de nabije omgeving
De onderstaande figuur toont nabijgelegen plaatsen in een straal van 24 km rond Tyler.

## Geboren
- Gus Johnson (1913-2000), jazzdrummer
- Money Johnson (1918-1978), jazz-trompettist
- Byron Wolford (1930-2003), pokerspeler
- Robert Taylor (1948-2007), sprinter
- Earl Campbell (1955), American football-running back
- Larry Johnson (1969), basketballer
- Patrick Mahomes (1995), Americanfootballspeler

## Overleden
- Alex Harvey (1941/1947-2020), muzikant en songwriter
- Will Jennings (1944-2024), songwriter